# Семёнов, Сергей Ильич
Сергей Ильич Семёнов (17 апреля 1941 — неизвестно) — советский хоккеист, защитник.

## Биография
Выступал за команды «Локомотив» Москва (1961/62 — 1963/64) и «Крылья Советов» (1964/65) — в первой группе класса «А» и за «Химик» / «Спартак» Рязань (1964/65 — 1965/66) — во второй группе класса «А».
Победитель хоккейного турнира зимней Спартакиады народов СССР 1962 года в составе сборной Москвы.